# Uncut (Zeitschrift)
Uncut ist eine britische Musikzeitschrift aus London, die in der gesamten englischsprachigen Welt vertrieben wird. In Deutschland ist sie im Bahnhofszeitschriftenhandel sowie im Abo erhältlich. 

## Geschichte
Das Magazin wurde Ende der 1990er Jahre nach dem Vorbild der Zeitschrift Mojo entwickelt. Der Verlag ist IPC-Media.

## Themen
Neben dem Schwerpunkt Musik werden auch Filme und Bücher vorgestellt. Es werden sowohl Neuerscheinungen als auch Wiederveröffentlichungen besprochen. Musikalisch bedient die Zeitschrift vorrangig die Genres Alternative Country, Rock und Independent, ist aber offen für andere Genres, die das Zielpublikum interessieren könnten.
Das Magazin soll mit anspruchsvollem, tiefergehendem Journalismus Popkulturfreunde mit intensiverem Interesse an den Genres ansprechen. Häufig findet man als Titelgeschichte ein mehrseitiges Feature über eine klassische Rockband (Rolling Stones, Led Zeppelin usw.), das ungewöhnliche, neue Details über diese Bands zu ergründen versucht. Mehrere Bands, Musiker oder Schauspieler werden ausführlicher vorgestellt, und es gibt längere Interviews mit Künstlern.
Jeden Monat ist der Zeitschrift eine CD beigelegt, auf der neue Musik oder spezielle Zusammenstellungen zu hören sind. Sie ist aus technischen Gründen für Abonnenten in Kontinentaleuropa jedoch nicht erhältlich.